# گرم‌ترین ایالت
گرم‌ترین ایالت (به انگلیسی: The Hottest State) فیلمی محصول سال ۲۰۰۶ و به کارگردانی ایثن هاک است. در این فیلم بازیگرانی همچون مارک وبر، کاتالینا ساندینو مورنو، میشل ویلیامز، لورا لینی، ایثن هاک، الکساندرا داداریو، شرمی لی، گلن پاول و سونیا براگا ایفای نقش کرده‌اند.